# Creed (zespół muzyczny)
Creed – amerykański zespół post grunge, działający w latach 1995–2004 oraz ponownie od roku 2009 w którego skład wchodzą Scott Stapp (wokal), Mark Tremonti (gitara), Scott Phillips (perkusja), Brian Marshall (gitara basowa).
W pierwszym okresie działalności (1995-2004) Creed wydał 3 albumy – "My Own Prison", "Human Clay" i "Weathered", odnosząc wielki sukces komercyjny w Stanach Zjednoczonych.
W 2009 roku grupa wznowiła działalność. Zespół 20 października 2009 roku zakończył amerykańską trasę koncertową trwającą od 6 sierpnia. Nowy album "Full Circle" został wydany 27 października 2009.

## Historia zespołu

### Wczesne lata (1995–1996)
Zespół Creed został założony pod koniec 1994 roku przez Scotta Stappa i Marka Tremontiego, kolegów z Florida State University. Obaj uczęszczali również do jednej klasy w tym liceum Lake Highland Preparatory School w Orlando. W pierwszym składzie zespołu byli również Brian Marshall i Scott Phillips. Zespół początkowo nazywał się Naked Toddler (ang. Goły szkrab), później nazwa została zmieniona na Maddox Creed, a potem na Creed po namowie Marshalla.
W tym okresie grupa miała już przygotowane trzy utwory, które znalazły się na debiutanckim albumie My Own Prison. Tymi utworami były "One", "Sister" i "What’s This Life For".

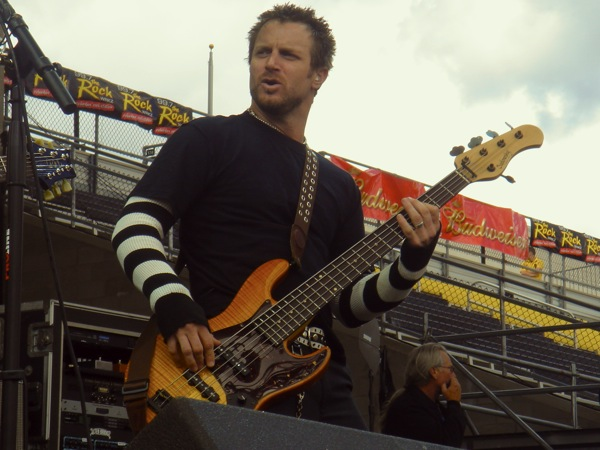
Brian Marshall

### My Own Prison(1996–1997)
Debiutancki album grupy zatytułowany My Own Prison, został wydany niezależnie w 1997 roku. Produkcja i dystrybucja albumu dla radiostacji na Florydzie kosztowało 6000 dolarów. Album przyciągnął uwagę kilku wytwórni płytowych, jednak żadna nie chciała podpisać kontraktu. Podczas grania małego koncertu, Diana Meltzer z wytwórni Wind-Up Records usłyszała muzykę Creed. Przed koncertem słuchała ona albumu, jednak dopiero po tym koncercie, wytwórnia zdecydowała się na podpisanie kontraktu z grupą. Po remiksie, który miał uczynić album bardziej miłym dla ucha słuchaczy radiowych, albumem My Own Prison został wydany ponownie, nakładem Wind-up Records w USA. Album niespodziewanie okazał się wielkim sukcesem komercyjnym, docierając do 40# miejsca w zestawieniu Billboard Top 200. Album był promowany przez 4 single, których wyniki sprzedaży były również zadowalające. Koncertowa wersja utworu "My Own Prison" pojawiła się na charytatywnym albumie Live in the X Lounge, a cover utworu Alice'a Coopera "I’m Eighteen" został wykorzystany na ścieżce dźwiękowej filmu Oni z 1998 roku.

### Human Clayi odejście Marshalla (1999–2000)
Drugi album studyjny grupy zatytułowany Human Clay, został wydany w 1999 roku, debiutując na liście Billboard 200 z numerem pierwszym. Również pierwszy singel z tego albumu "Higher", utrzymywał się kilka tygodni na szczycie radiowych list przebojów. Kolejny singel, "With Arms Wide Open" również dotarł do pierwszego miejsca list przebojów tamtej jesieni.
W międzyczasie, Brian Marshall opuścił zespół, a podczas trasy koncertowej zastąpił go Brett Hestla (Virgos Merlot, Dark New Day). W tamtych czasach, kiedy grupa występowała na New York's Krock 92.3 "Dysfunctional Family Picnic Concert" w Holmdel w stanie New Jersey, Fred Durst, wokalista Limp Bizkit z którym Creed grali wspólnie koncert, źle się wyrażał na temat Scotta Stappa, który w odpowiedzi wyzwał Dursta na otwarty pojedynek bokserski.

### Weathered(2001–2003)
Jesienią 2001 roku ukazał się trzeci album studyjny grupy zatytułowany Weathered, a pierwszy singel, "My Sacrifice", został użyty w celach promocyjnych przez World Wrestling Entertainment. Utwór dotarł do 4. miejsca w zestawieniu Billboard Hot 100 9 lutego 2002 roku, a na liście Mainstream Rock Tracks, utwór utrzymywał się na #1 lokacie przez 9 tygodni począwszy od grudnia 2001. Na początku 2002 roku, ukazał się kolejny singel zespołu "Bullets", wraz z kosztownym i pełnym efektów specjlanych teledyskiem. Okazało się to jednak komercyjnym niewypałem. Mimo to, niedługo potem zespół wydał jako singel jeden z jego największych hitów do tej pory, "One Last Breath". Weathered był jedynym albumem Creed na którym nie gra basista Brian Marshall. Wyjątkowo gitarę basową w studiu nagrywał Tremonti.
Stapp uczestniczył w wypadku samochodowym w kwietniu 2002 roku i zdawało się, że zaplanowana trasa koncertowa może zostać odwołana, jednak udało mu się wyzdrowieć na tyle żeby mógł uczestniczyć w kilku ostatnich koncertach.

### Okres rozpadu (2004–2008)
4 czerwca 2004 roku, Creed oficjalnie ogłosili zawieszenie działalności. Stapp rozpoczął nagrywanie debiutanckiego, solowego albumu The Great Divide. Inni członkowie zespołu (włącznie z byłym basistą Brianem Marshallem) założyli nowy zespół, Alter Bridge, zapraszając do współpracy Mylesa Kennedy’ego. 22 listopada 2004 roku została wydana składanka Creed Greatest Hits.
W 2008 roku, Mark Tremonti oraz wokalista Alter Bridge, Myles Kennedy, wzięli udział w nagrywaniu albumu zespołu Sevendust zatytułowanego Chapter VII: Hope & Sorrow. Ta sama dwójka pojawiła się również al albumie Fozzy All That Remains. Tremonti wydał pod koniec 2008 roku DVD edukacyjne, prezentując różne techniki gry na gitarze zatytułowane Mark Tremonti: The Sound & The Story. w 2007 roku, zespół Alter Bridge wydał drugi studyjny album, Blackbird, zawierający hit zespołu "Rise Today".
W 2009 roku, utwór Creeda "Higher", pochodzący z albumu Human Clay pojawił się na 95. miejscu w zestawieniu VH1 prezentującym 100 najlepszych hardrockowych utworów "100 Greatest Hard Rock Songs".
Członkowie zespołu Alter Bridge przed reformacją Creed, twierdzili że Creed jest już tylko przeszłością.

### Powrót,Full Circlei koncertowe DVD (od 2009)
3 listopada 2008 roku serwis Blabbermouth.net ogłosił, że możliwa jest reaktywacja Creed mająca nastąpić w 2009 roku. Nawiązując do wypowiedzi frontmana Twisted Sister Dee Snidera, wokalista Alter Bridge, Myles Kennedy miał podobno zastąpić Roberta Planta w trakcie reaktywacyjnej trasy koncertowej Led Zeppelin w 2009 roku. 2 grudnia magazyn Rolling Stone napisał, że reaktywacja Creed jest już bliska. Kennedy zaprzeczył pogłoskom że zaśpiewa z Led Zeppelin, jednak nie ukrywał tego że improwizował z instrumentalną częścią tego zespołu. Później manager Jimmy’ego Page’a ogłosił, że Led Zeppelin nie planuje żadnej trasy koncertowej, ani reaktywacji. Myles Kennedy pozostał w Alter Bridge i rozpoczął nagrywanie trzeciego studyjnego albumu grupy. Z tego powodu, reaktywacja Creed stała pod znakiem zapytania. Pomimo tego, 17 marca 2009 roku wyciekły niepotwierdzone informacje o trasie koncertowej zespołu, a 2 kwietnia wznowiono działalność strony internetowej grupy creed.com na której widniał napis mówiący o powrocie grupy latem 2009.
27 kwietnia zespół Creed ogłosił na oficjalnej stronie internetowej reaktywację zespołu i plany na nowy album. Nawiązując do wypowiedzi Tremontiego "Jesteśmy bardzo podekscytowani ponownym połączeniem z fanami i z nami samymi po tych długich sześciu latach." Później dodał on że bycie ponownie częścią Creed było ostatnią rzeczą której się spodziewał. Phillips w wywiadzie powiedział: "Nasza kariera jako Creed miała bardzo nagły i nieprzewidziany koniec. Po przemyśleniu najlepszych momentów w naszych życiach prywatnych i zawodowych, zdaliśmy sobie sprawę, że nadal jesteśmy zdolni kontynuować naszą karierę i przyjaźń na większą skalę niż przedtem." Basista Brian Marshall również potwierdził, że chce wstąpić do zespołu, z którego odszedł przed nagraniem trzeciego studyjnego albumu Weathered. Marshall wspomina o reaktywacji: "To jest postęp z którego jesteśmy szczęśliwi. Dużo czasu minęło od wtedy gdy w czwórkę byliśmy na scenie ostatni raz i bez wahania lub uprzedzenia, to jest coś w czym wszyscy uczestniczymy. Udział w powrocie jest czymś elektryzującym." Wokalista Scott Stapp podsumował myśli kolegów: "To wspaniałe jak życie może się zmieniać i zatoczyć koło. Czas dał nam szansę do refleksji, urośnięcia w siłę i wzmocnienia doceniania naszej przyjaźni, artystycznej chemii, pasji dla muzyki i szczerej miłości do naszych fanów! To rzadkie w życiu że otrzymuje się drugą szansę na zrobienie pierwszego wrażenia, a my korzystamy z tej okazji. Wszyscy wierzymy że to co najlepsze jest przed nami."
W wywiadzie dla People.com, Stapp objaśniał dokładnie proces reaktywacji zespołu, mówiąc "Nigdy nie czuliśmy się jakbyśmy mieli być osobno. Nie patrzymy na to jako zjednoczenie. To jest bardziej odrodzenie." Stapp potwierdził też, że grupa umawiała się na "jammowanie" i "nie próbowali pozostać w miejscu, lub wpasować się w materiał z którym zespół zakończył działalność. Muzyka jest świeża, surowa, pisana z pasją, szczera i rządzi." Wszyscy czterej członkowie zespołu spotkali się po raz pierwszy od 2000 roku (ponieważ Brian Marshall opuścił zespół właśnie w 2000 roku). "Podczas spotkania, wspólnie mówiliśmy, 'Hey, jest mi przykro jeśli cię zraniłem lub moje decyzje przysporzyły ci bólu. Nie mam nic poza miłością i wybaczeniem dla ciebie i mam nadzieję, że i ty mi wybaczysz.' To była część refleksji i nie patrzenia wstecz,” wyznał Stapp. Album zatytułowany Full Circle został nagrany w Nashville w czerwcu i lipcu 2009. Stapp objaśnia znaczenie tytułu, który jest również jednym z utworów na płycie: "To naprawdę definiuje i udźwiękawia, muzycznie i tekstowo, co się z nami działo. Zatoczyliśmy pełne koło i to jest dobre miejsce do życia. Stapp potwierdził, że praca z Creed nie przekreśli jego planów dotyczących kolejnego solowego albumu, lecz może je opóźnić.

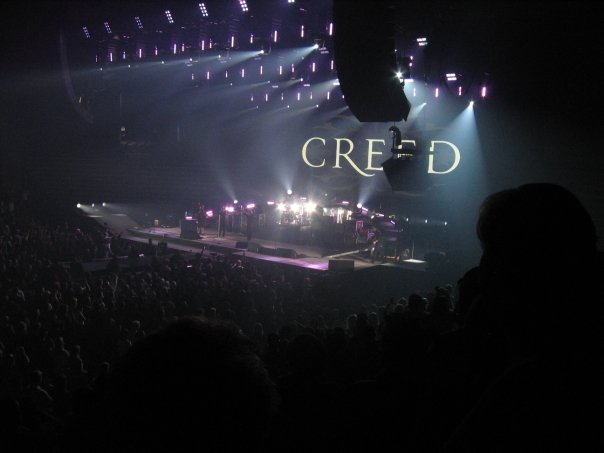
Koncert zespołu w roku 2010

W międzyczasie Mark Tremonti, Scott Phillips, Brian Marshall oraz brat Marka Tremontiego, Michael, obawiali się, że prace z Creed opóźnią rozwój Alter Bridge i nowy album będzie musiał zostać nagrany dopiero po trasie koncertowej z Creed. Tremonti potwierdził, że pomimo tego, przyszłość Alter Bridge nie stoi pod znakiem zapytania, tak więc Tremonti, Phillips i Marshall będą "przełączać się" pomiędzy zespołami, podczas gdy Scott Stapp z Mylesem Kennedym będą pracowali nad solowym albumem.
W czerwcu 2009 roku, Stapp, Tremonti, Marshall i Phillips zagrali po raz pierwszy od 10 lat, uczestnicząc w koncercie z serii AOL Sessions, wykonując "Higher," "With Arms Wide Open," "My Own Prison" i "My Sacrifice". Dodatkowo grupa wystąpiła podczas koncertu Fox & Friends 26 czerwca 2009. Później zostało potwierdzone na oficjalnej stronie internetowej zespołu, że nowy album grupy pojawi się w sprzedaży 27 października 2009 roku.
Reaktywacyjne tournée Creed rozpoczęło się 6 sierpnia 2009, a zakończyło się 20 października, tydzień przed wydaniem nowego albumu.
Pierwszy singel z albumu Full Circle, "Overcome", pojawił się na oficjalnej stronie zespołu 19 sierpnia. Premiera radiowa, oraz samego utworu jako digital download miała miejsce 25 sierpnia. Drugi singel zatytułowany "Rain", pojawił się w radiu 23 września, a 6 października zostafł wydany również w formie digital download.
24 października Scott Phillips potwierdził, że Creed uda się w ogólnoświatową trasę koncertową w lecie 2010 roku, zaczynając w USA, kontynuując następnie przez Kanadę, Australię, Nową Zelandię, Amerykę Południową i kończąc w Europie. ma być to trasa koncertowa promująca nowy album. Zostało również potwierdzone, że grupa planuje wydawać kolejne albumy po Full Circle.
19 kwietnia 2010 roku ogłoszono daty 26 koncertów kapeli w lipcu i sierpniu na terenie Stanów Zjednoczonych i Kanady.
W 2012 nakładem wydawnictwa Tyndale House Publishers ukazała się autobiograficzna książka Scotta Stappa pt. Sinner's Creed.
Pod koniec 2015 ukazała się kompilacja wydana przez The Bicycle Music Company/Concord Music Group, zatytułowana With Arms Wide Open: A Retrospective, która na trzech płytach CD zawiera łącznie 40 utworów grupy (pierwsza płyta obejmuje single, druga – wersje demo i rarytasy, trzecia – piosenki w wersji akustycznej).

## Styl muzyczny i odbiór przez krytyków
Creed odniósł wielki sukces komercyjny w latach 90. i na początku trzeciego tysiąclecia, sprzedając w sumie około 35 milionów albumów na całym świecie. Ich pierwsze trzy albumy My Own Prison, Human Clay i Weathered wielokrotnie otrzymywały status platynowej płyty w Stanach Zjednoczonych, sprzedając się kolejno w nakładach 6 milionów, 11 milionów i 6 milionów kopii. Grupa zdobyła nagrodę Grammy w kategorii Best Rock Song za utwór "With Arms Wide Open" w 2001 roku. Od wielu lat muzyka Creed jest wykorzystywana przez World Wrestling Entertainment (WWE). W dodatku wiele utworów grupy pojawiło się w serialach telewizyjnych i filmach.
Pomimo ogromnego sukcesu komercyjnego, Creed jest słabo oceniany przez zawodowych krytyków muzycznych takich jak Robert Christgau, magazyn Rolling Stone, i serwis Allmusic. Grupa jest często krytykowana za nagminne naśladowanie zespołu Pearl Jam. Basista Creed Brian Marshall kiedyś zaatakował słownie Eddiego Veddera, twierdząc, że Scott Stapp pisze lepsze piosenki, a ostatni album Pearl Jam skrytykował jako nie wnoszący nic nowego do muzyki. Stapp nie identyfikował się z wypowiedzią Marshalla i powiedział "Tak, jesteśmy już zmęczeni pytaniami o Pearl Jam, ale nie ma wytłumaczenia dla arogancji i głupoty (Marshalla). Proszę was o nie sądzenie Creed jako zespołu, ponieważ tamta wypowiedź nie streszczała uczuć członków zespołu, lecz Briana. Przepraszam, jeżeli Brian komuś ubliżył, tak jak on przeprosił za swój komentarz". Marshall został wyrzucony z Creed krótko po tym zajściu, jednak Stapp utrzymuje że jego odejście nie miało związku z tym incydentem. Inne źródła uważają, że Marshall opuścił zespół z własnej woli z powodu sprzeczek ze Stappem.
W wywiadzie dla PopMatters, Jerry Cantrell, gitarzysta zespołu Alice in Chains, opisał wspólną trasę koncertową z Creed jako "nieświeżą". Cantrell powiedział, "Byłem z nimi cały czas podczas trasy i nawet ich nie spotkałem. Jeśli spędzasz dwa miesiące na trasie zazwyczaj powinno się znaleźć trochę czasu żeby powiedzieć cześć lub coś w tym stylu. Czułem się naprawdę dziwnie. Nigdy wcześniej nie byłem na takiej stęchłej na poziomie personalnym trasie." Przeprowadzający wywiad Michael Christopher wyśmiał ignorancję Creed w stosunku do Cantrella, mówiąc że "stadionowi rockerzy zawdzięczają swój sukces głównie egzystencji i wpływom Alice in Chains."
Z powodu wpływów takich zespołów jak Alice in Chains i Pearl Jam, muzyka Creed jest głównie postrzegana jako post grunge. Ann Powers z magazynu Rolling Stone określa gitarzystę grupy, Marka Tremontiego jako zainspirowanego stylem Jerry’ego Cantrella. Allison Stewart określa Scotta Stappa jako mającego nawyki Eddiego Veddera, takie jak "świetny, pełen emocji krzyk". Stewart również określa, że muzyka Creed ma "Zeppelinowskie riffy". Obok Eddiego Veddera, wokal Scotta Stappa jest również inspirowany Jimem Morrisonem z The Doors. Andrew Leahey i Steve Huey z serwisu Allmusic określają muzykę Creeds jako hard rock, pop alternatywny/rock alternatywny i post grunge.
Creed jest czasem przypisywany pod rock chrześcijański, ponieważ pierwsze trzy albumy były poświęcone głównie pytaniom dotyczącym wiary, chrześcijaństwa i wieczności. Grupa nigdy nie podpisała kontraktu z wytwórnią specjalizującą się w tym nurcie muzyki, nigdy nie uczestniczyła w ważnych uroczystościach religijnych, ani nawet nie rozsyłała nagrań do chrześcijańskich rozgłośni radiowych. Mimo to, nazwa grupy dotyczy bezpośrednio chrześcijańskiego wyznania wiary, znanego jako Credo. Również niektóre tytuły utworów, takie jak "Higher", "My Sacrifice", "What’s This Life For", "My Own Prison", "With Arms Wide Open" czy "One Last Breath" zawierają aluzję do Chrześcijaństwa, pomimo braku potwierdzenia tego faktu przez grupę.
Zespół Creed został pozwany w 2003 roku przez czterech fanów, którzy uważali że z powodu odurzenia Scotta Stappa nie był on w stanie śpiewać podczas koncertu w Chicago, dnia 29 grudnia 2002. Sprawa została jednak umorzona.
Scott Stapp rozważał popełnienie samobójstwa w 2003 roku po wypiciu butelki whiskey marki Jack Daniel's. Nawiązując do czasopisma Rolling Stone Scott był przekonany, że ludzie związani z Creed chcą jego śmierci, więc zostałby "typem męczennika takim, jak Kurt Cobain" i zwiększyłby sprzedawalność płyt. "Miałem dziwne myśli chodzące mi po głowie", podsumował Stapp w jednym z wywiadów.
W 2004 roku, w dziale dla czytelników Guitar World pojawiły się wyniki ankiety, z których wynika że według czytelników pisma Creed jest drugim najgorszym zespołem roku.

## Muzycy
Obecny skład zespołu

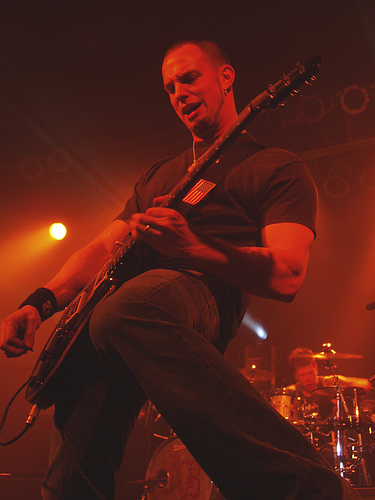
Mark Tremonti w roku 2007

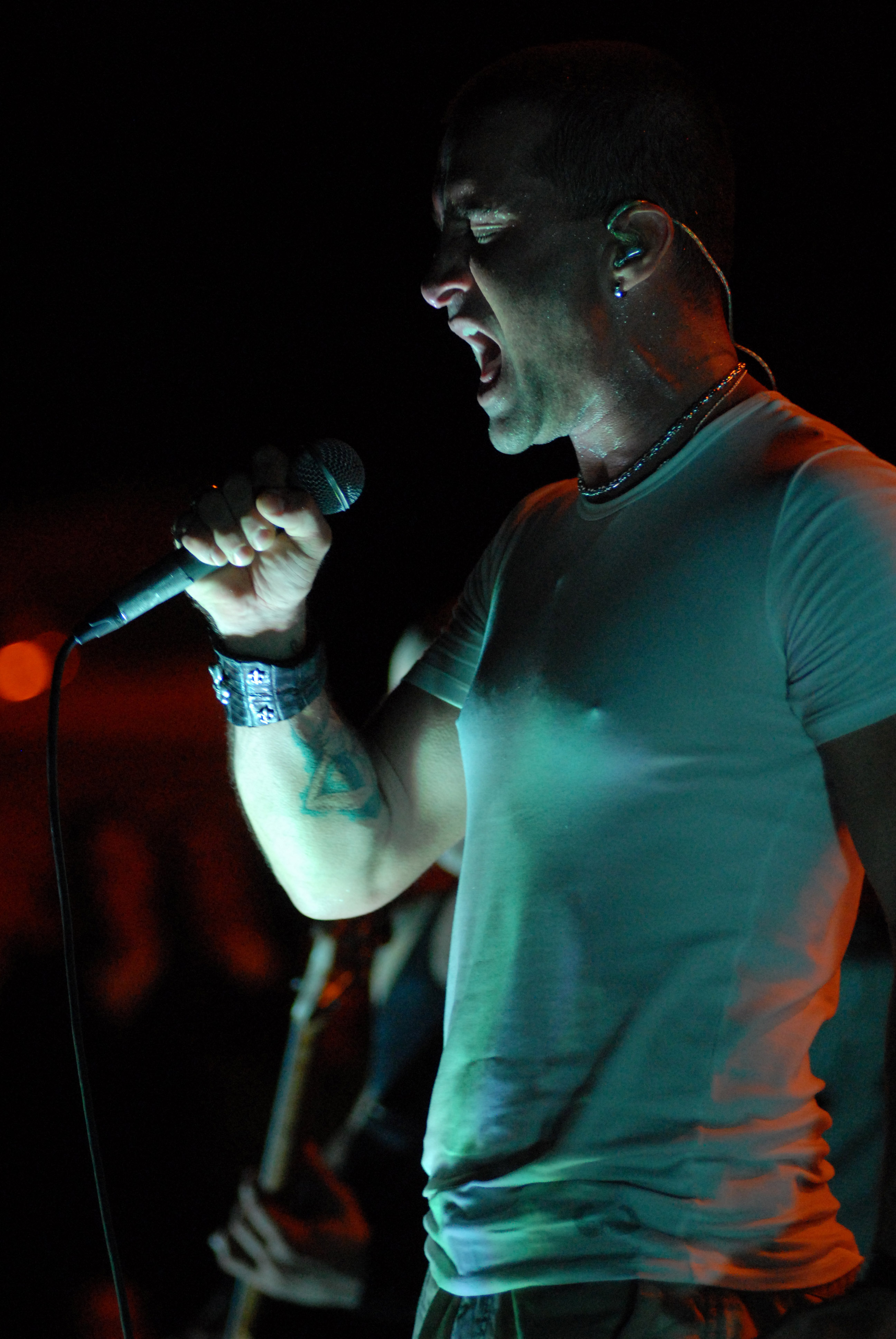
Wokalista Scott Stapp w roku 2008

- Scott Stapp – śpiew (1995–2003, 2009-)
- Mark Tremonti – gitary, gitara basowa (na płycie Weathered), wokal wspierający (1995–2003, 2009-)
- Scott Phillips – perkusja, keyboard (1995–2003, 2009-)
- Brian Marshall – gitara basowa (1995–2000, 2009-)

Muzycy koncertowi
- Brett Hestla – gitara basowa, wokal wspierający (2000−2003)
- Brian Brasher – gitara rytmiczna (1995)
- Eric Friedman – gitara rytmiczna, wokal wspierający (2009-)[33]

## Dyskografia

### Albumy
- My Own Prison (1997)
- Human Clay (1999)
- Weathered (2001)
- Full Circle (2009)

### Albumy koncertowe
- Creed Live (2009)

### Kompilacje
- Greatest Hits (2004)
- With Arms Wide Open: A Retrospective (2015)

### Single
- My Own Prison (sierpień 1997)
- Torn (styczeń 1998)
- What’s This Life For (maj 1998)
- One (grudzień 1998)
- Higher (sierpień 1999)
- What If (styczeń 2000)
- With Arms Wide Open (czerwiec 2000)
- Are You Ready? (sierpień 2000)
- My Sacrifice (październik 2001)
- Bullets (kwiecień 2002)
- Hide (maj 2002)
- One Last Breath (wrzesień 2002)
- Don’t Stop Dancing (październik 2002)
- Weathered (2002)
- Overcome (2009)
- Rain (2009)
- A Thousand Faces (2010)

## Teledyski
| Rok  | Tytuł                  | Reżyseria                             |
| ---- | ---------------------- | ------------------------------------- |
| 1997 | "My Own Prison"        | Stephen Scott                         |
| 1997 | "What’s This Life For" |                                       |
| 2000 | "Higher"               | Ramaa Mosley                          |
| 2000 | "With Arms Wide Open"  | Dave Meyers                           |
| 2000 | "What If"              | Dave Meyers                           |
| 2001 | "My Sacrifice"         | Dave Meyers                           |
| 2002 | "Bullets"              | Vision Scape Interactive (developers) |
| 2002 | "One Last Breath"      | Dave Meyers                           |
| 2002 | "Don’t Stop Dancing"   | Dave Meyers                           |
| 2009 | "Overcome"             | Daniel Catullo                        |
| 2009 | "Rain"                 | Gavin Bowden                          |
| 2010 | "A Thousand Faces"     |                                       |